# Santuario Nacional de Ampay
Das Santuario Nacional de Ampay (SNA) ist ein nationales Schutzgebiet in Südzentral-Peru in der Region Apurímac. Es wurde am 23. Juli 1987 eingerichtet. Verwaltet wird es von der staatlichen Naturschutz-Agentur Servicio Nacional de Areas Naturales Protegidas por el Estado (SERNANP). Das Areal besitzt eine Fläche von 36,36 km². Es entspricht der IUCN-Kategorie III, vergleichbar einem Naturdenkmal in Deutschland. Das Santuario Nacional de Ampay dient der Erhaltung der Steineiben-Wälder am Nevado Ampay und damit einem Ökosystem endemischer und bedrohter Pflanzen- und Tierarten.

## Lage
Das Schutzgebiet erstreckt sich über die Südostflanke des 5235 m hohen Nevado Ampay im Andenhochland 5 km nördlich der Regionshauptstadt Abancay. Es umfasst den Nordwesten des Distrikts Tamburco sowie einem nördlichen Randbereich des Distrikts Abancay in der Provinz Abancay. Im Westen erhebt sich südlich des Nevado Ampay der über 4900 m Cerro Jellojasa. Das Gebiet wird über den Río Marino zum Río Pachachaca hin entwässert.

## Ökosystem
In dem Schutzgebiet kommen u. a. folgende Säugetiere vor: Weißwedelhirsch (Odocoileus virginianus), Andenschakal (Pseudalopex culpaeus), Peruanische Hasenmaus (Lagidium peruanum), Anden-Skunk (Conepatus chinga), Tschudi-Meerschweinchen (Cavia tschudii), Nordandenhirsch (Hippocamelus antisensis) und Puma (Puma concolor).
In dem Schutzgebiet wurden 195 Vogelarten gezählt, davon mehr als 20 Kolibris. 10 Vogelarten sind endemisch. Hier eine Auswahl an Vogelarten: Langschwanz-Dickichtschlüpfer (Synallaxis courseni), Fahlkappen-Baumschlüpfer (Cranioleuca albicapilla) und Rostgesichtcanastero (Asthenes ottonis), alle drei aus der Familie der Töpfervögel, Forbesbuschammer (Atlapetes forbesi), Ockerbauch-Ameisenpitta (Grallaria squamigera), Estellakolibri (Oreotrochilus estella), Tropfenbrustkolibri (Aglaeactis castelnaudii), Andengans (Chloephaga melanoptera) und der Andenkondor (Vultur gryphus). Die beste Zeit zur Vogelbeobachtung im Schutzgebiet ist zwischen Mai und November. Zur Flora in dem Gebiet gehört die Steineiben-Art Podocarpus glomeratus, Myrcianthes oreophila, Escallonia resinosa, Randia rotundifolia sowie verschiedene Laubmoose, Farne, Flechten und Orchideen.